# Cremna calitra
Cremna calitra är en fjärilsart som beskrevs av William Chapman Hewitson 1869. Cremna calitra ingår i släktet Cremna och familjen Riodinidae. Inga underarter finns listade i Catalogue of Life.